# Georges Chamberlain
Georges Chamberlain, né le 2 novembre 1576 à Gand (Belgique) et mort le 19 décembre 1634 à Ypres (Belgique), alors dans les Pays-Bas méridionaux, est un prêtre catholique d'origine anglaise qui fut évêque d'Ypres de 1628 à 1634.

## Biographie
Georges Chamberlain nait à Gand, fils d'un noble catholique anglais, Georges Chamberlain, et de Philippine d'Espinoy issue d'une lignée de conseillers au « Conseil des Flandres ». Licencié en droit canon il fait une carrière ecclésiastique dans sa ville natale de Gand: Il reçoit une prébende en 1602 devient chanoine en 1610, archidiacre 1614 doyen du chapitre (1617) de la cathédrale Saint-Bavon de Gand. 
Chamberlain est nommé évêque d'Ypres par Isabelle-Claire-Eugénie d'Autriche, gouvernante des Pays-Bas, et consacré le 5 novembre 1628 par l'archevêque de Malines, Jacobus Boonen. Il réunit trois synodes diocésains consécutifs en 1629, 1630 et 1631 et meurt en 1634.